# Don't Go (Skrillex, Justin Bieber e Don Toliver)
Don't Go è un singolo del DJ statunitense Skrillex, del cantante canadese Justin Bieber e del rapper statunitense Don Toliver, pubblicato il 20 agosto 2021 come primo estratto dal terzo album in studio di Skrillex Don't Get Too Close.

## Video musicale
Il video musicale, reso disponibile in concomitanza con l'uscita del brano, è stato diretto da Salomon Ligthelm.

## Tracce
Testi e musiche di Sonny Moore, Justin Bieber, Caleb Toliver, Bernard Harvey, Carlon Thomas McDowell Jr, Drew Gold, Gregory Aldae Hein, Jason Boyd, Jordan Douglas e Tyshane Thomas.
1. Don't Go – 2:48

## Formazione
- Justin Bieber – voce
- Don Toliver – voce
- Skrillex – programmazione, strumentazione, produzione, missaggio
- Harv – programmazione, chitarra, strumentazione, produzione
- Carlon McDowell – chitarra
- Derek "206erek" Anderson – registrazione
- Drew Gold – registrazione
- Josh Gudwin – registrazione
- Mike Bozzi – mastering
- Manny Marroquin – missaggio

## Classifiche
| Classifica (2021) | Posizione massima |
| ----------------- | ----------------- |
| Australia         | 43                |
| Canada            | 32                |
| Irlanda           | 55                |
| Portogallo        | 174               |
| Regno Unito       | 56                |
| Romania           | 91                |
| Stati Uniti       | 69                |
| Sudafrica         | 87                |
| Svezia            | 67                |
| Svizzera          | 98                |